# Sint-Nicolaasvloed
Bij de Sint-Nicolaasvloed in december 1196 werden, net als bij de Allerheiligenvloed (1170), grote delen van Noord-Nederland en het Zuiderzeegebied waaronder het eiland Griend overstroomd. Waar de stormvloed van 1170 een begin maakte met het wegslaan van grote veengebieden, verergerde deze storm deze afslag. Het resultaat van deze storm was een afslag van de veengebieden in West-Friesland en een vergroting van de Waddenzee en het Almere of de Zuiderzee.
De gebieden ten noorden van de, met de Sint-Thomasvloed (1163) dichtgeslibde, Oude Rijn komen via het Spaarne en het, toen nog kleine, Haarlemmermeer onder de invloed van de zee te liggen. Deze overlast heeft als gevolg dat een aantal gebieden de wateroverlast gezamenlijk gaan aanpakken. Zo veranderen zij onder andere de stroomrichting van de rivieren Does en Zijl, zodat deze naar het noorden, naar de Zuiderzee afstromen.
Doordat het Almere geheel met de Noordzee in verbinding komt te staan, en de afstroming van rivierwater daardoor verbetert, daalt het waterpeil van dit meer enkele decimeters. Wel komt het Almere of Zuiderzee onder invloed te staan van eb en vloed. Gevolg van dit lagere waterpeil is dat in Holland lozing van polderwater bij eb mogelijk wordt. De ontginning van de veengebieden in Holland wordt hierdoor nieuw leven ingeblazen.
838 · 1014 · 1042 · 1134 · 1163 · 1164 · 1170 · 1196 · 1212 · 1214 · 1219 · 1220 · 1221 · 1248/1249 · 1277 · 1280 · 1282 · 1287 · 1288 (I) · 1288 (II) · 1322 · 1334 · 1362 · 1374 · 1375 · 1377 · 1404 · 1421 · 1424 · 1468 · 1477 · 1509 · 1514 · 1530 · 1532 · 1552 · 1566 · 1570 · 1610 · 1643 · 1651 · 1675 · 1682 · 1686 · 1703 · 1717 · 1726 · 1741 · 1775 · 1776 · 1784 · 1799 · 1808 · 1809 · 1820 · 1825 · 1855 · 1861 (I) · 1861 (II) · 1877 · 1906 · 1916 · 1926 · 1953 · 1962 · 1993 · 1995 · 2006 · 2021